# María Antonia (Paraguay)
María Antonia es una ciudad y municipio ubicada en la zona sureste del departamento de Paraguarí en Paraguay. Es uno de los distritos más nuevos del país, creado en septiembre del 2016.

## Historia
Esta comunidad, hasta hoy conocida como “Colonia María Antonia”, se encuentra situada a unos 210 kilómetros de Asunción y a 40 kilómetros de la ciudad de Mbuyapey, de la que se independizó con su elevación a la categoría de municipio.

## Gobierno
La municipalidad de Mbuyapey siguió administrando el distrito de María Antonia desde su creación 23 de septiembre de 2016, hasta que fueron elegidos las autoridades municipales: un intendente y la Junta Municipal el 26 de marzo de 2017, según lo establecido por el Tribunal Superior de Justicia Electoral (TSJE).

El 26 de marzo del 2017, Luis Carlos Ledezma Agüero del Partido Colorado fue electo como el primer intendente Municipal de este distrito.

## Geografía
Ubicada a 210 km al sur de la capital del país, de ahí se cruza un inmenso lago interior, de aproximadamente 70 km, hasta llegar a la ciudad de María Antonia, pasando por la ciudad de Quyquyho

### Límites
- Al noreste se encuentra el distrito de Mbuyapey.
- Al noroeste se encuentra el distrito de Quyquyhó.
- Al suroeste se encuentra el departamento de Misiones.
- Al sureste se encuentra el departamento de Caazapá.